# Epikratész
Epikratész (Kr. e. 4. század) görög komédiaköltő
Ambrakiából származott és az attikai újkomédia költője volt. Egyik darabjában Platónt és annak tanítványait tette nevetségessé. Munkásságát az elmésséggel párosult szép stílus és a metrikai pontosság jellemezte. Hét darabjából maradtak fenn töredékek. Kr. e. 350 körül élt.